# Tokajík
Tokajík – wieś (obec) na Słowacji położona w kraju preszowskim, w powiecie Stropkov.

## Historia
Pierwsze wzmianki o miejscowości pochodzą z roku 1430.
W końcowym okresie wojny, 19 listopada 1944 r., za współpracę z partyzantami faszyści zamordowali we wsi 32 mężczyzn, a wieś wypalili. Popiołem legło 29 domostw - tylko jedna chałupa ocalała.

## Demografia
Według danych z dnia 31 grudnia 2012, wieś zamieszkiwało 113 osób, w tym 55 kobiet i 58 mężczyzn.
W 2001 roku pod względem narodowości i przynależności etnicznej wieś zamieszkiwało 99,1% Słowacy oraz 0,9% Czechów
wyglądał następująco.
Ze względu na wyznawaną religię w 2001 roku wieś zamieszkiwało 10,81% katolików rzymskich oraz 89,19% grekokatolików.